# Svjetsko juniorsko prvenstvo u rukometu – Bosna i Hercegovina 2013.
19. izdanje svjetskog juniorskog prvenstva u rukometu održalo se u Bosni i Hercegovini od 14. do 28. srpnja 2013. godine. Svoj treći naslov osvojila je Švedska. Utakmice skupine A igrale su se u Sportskoj dvorani Borik u Banjoj Luci, skupine B u Gradskoj sportskoj dvorani Ljubuški u Ljubuškom, skupine C u Olimpijskoj dvorani Zetra u Sarajevu, a skupine D u Areni Zenica u Zenici. Osmina završnice je odigrana u dvjema sarajevskim dvoranama: Dvorani Mirza Delibašić i Olimpijskoj dvorani Zetra. Četvrtzavršnica, poluzavršnica i završnica igrane su u posljednjoj spomenutoj dvorani. Oceanijska rukometna federacija odustala je od nastupa na SP-u, pa se našlo mjesta za Srbiju i Francusku.

## Gradovi domaćini
Bosna i Hercegovina je dobila domaćinstvo na 33. izvanrednom kongresu Međunarodnog rukometnog saveza koji se održao svibnja 2011. u Marrakechu, Maroko. Nakon dugih pregovora s lokalnim vlastima, izabrana su četiri grada koji su bili domaćini natjecanjima: glavni grad Sarajevo s dvjema dvoranama, Banja Luka, Ljubuški i Zenica s po jednom dvoranom u svakom.

## Kvalifikacije
Na završni turnir kvalificirale su se ove reprezentacije:
BiH se izravno kvalificirala kao domaćin. Hrvatska i Španjolska izravno su se plasirale kao najbolje momčadi s europskog prvenstva igrača do 20 godina održanog 2012. godine. 
Azijske momčadi izborile su plasman na 13. azijskom juniorskom prvenstvu 2012. godine. Afričke momčadi plasman su izborile na 18. afričkom juniorskom prvenstvu 2012. godine. Američke kvalifikacije za ovo prvenstvo bile su turnir u Mar Del Plati 2013. godine. Europske kvalifikacije održavale su se u sedam kvalifikacijskih skupina, iz kojih su prošle pobjednice skupina te drugoplasirani u prvoj i drugoj skupini. Kvalifikacijske skupine su se nalazile u sedam država i igralo se po jednokružnom liga-sustavu.
Afrika:
- Alžir
- Angola
- Egipat
- Republika Kongo
- Tunis

Amerike:
- Argentina
- Brazil
- Čile

Azija:
- Južna Koreja
- Katar
- Kuvajt

Europa:
- Bosna i Hercegovina (domaćin)
- Danska
- Francuska
- Hrvatska
- Mađarska
- Nizozemska
- Njemačka
- Rusija
- Slovenija
- Srbija (zamijenila momčad iz Oceanije)
- Španjolska
- Švedska
- Švicarska

Oceanija:
- Oceanija je odustala, pa je njeno mjesto dobila još jedna reprezentacija iz Europe, Srbija.

## Izvlačenje skupina
Izvlačenje skupina prvog kruga 19. svjetskog prvenstva za igrače do 21 godine održalo se 18. travnja 2013. u Sarajevu. 

Dvadeset i četiri kvalificirane momčadi bile su podijeljen u četiri skupine s po šest momčadi u svakoj skupini.
Na izvlačenju su momčadi bile podijeljene u šest zdjela, formiranih prema rang-listama.
| Zdjela 1                                          | Zdjela 2                                     | Zdjela 3                                            | Zdjela 4                                 | Zdjela 5                                     | Zdjela 6                         |
| ------------------------------------------------- | -------------------------------------------- | --------------------------------------------------- | ---------------------------------------- | -------------------------------------------- | -------------------------------- |
| - Španjolska - Hrvatska - Tunis - Republika Kongo | - Slovenija - Švedska - Francuska - Njemačka | - Švicarska - Rusija - Bosna i Hercegovina - Brazil | - Katar - Danska - Egipat - Južna Koreja | - Nizozemska - Mađarska - Kuvajt - Argentina | - Čile - Angola - Alžir - Srbija |

## Sastavi
- Hrvatska: vratari: Filip Ivić, Matej Ašanin, kružni: Dominik Smojver, Teo Ćorić, Leon Sušnja, l. vanjski: David Milićević, Mirko Herceg, Domagoj Pavlović, Stipe Mandalinić, l. krila: Ivan Bačić, d. vanjski: Mario Vuglac, Šime Ivić, d. krila: Ante Tokić, sr. vanjski: Ante Kaleb, Sandro Obranović, Luka Cindrić. Gl. trener: Slavko Goluža, trener Luka Panza, pom. trener Ivan Pavlaković.[3] Na klupi su još bili odgovorna službena osoba momčadi Stipe Smojver i fizioterapeutkinja Patricija Šimić.[4]
- Katar: Mohamed Soussi, Milan Sajin, Abdulaziz Alshammari, Kamalaldin Mallash, Mirnes Grco, Eldar Memišević, Abdulaziz Althafiri, Firas Chaieb, Allaedine Berrached, Neven Stjepanović, Maamoun Sadd, Tareq Alkhateeb, Selvedin Omahić, Hadi Hamdoon, Hamdi Ayed. Gl. trener: Dragan Zovko, pom. trener Bechir Slimani. Na klupi su još bili odgovorna službena osoba momčadi Fadol Alamri i fizioterapeut Mondher Haddar.[4]
- Tunis: Abdelhakim Ben Abdessalem, Zoubeir Essais, Yassine Bedoui, Oussama Jaziri, Achraf Saafi, Tarak Fathallah, Mohamed Hamza Mhadhbi, Ahmed Abid, Fakher Loued, Montasar Ounissa, Taha Jrad, Mohamed Ridha Frad, Ramzi Majdoub, Tarak Jallouz, Mohamed Soussi, Wael Trabelsi. Gl. trener: Mohamed Ali Sghir, pom. trener Thabet Mahfoudh. Na klupi su još bili odgovorna službena osoba momčadi Mohsen Matri i fizioterapeut Thabet Ben Abda.[5]
- Danska: Frederik Krarup, Jonas T. Langerhuus, Tobias H. Ellebaek, Buste E. Juul Lassen, Jonas Gade, Rasmus H. Boysen, Stig Bugge Jensen, Lasse B. Andersson, Kristian D. Pedersen, Theis Baagoe, Alexander Jacobsen, Kenneth Bach Jansen, Bjarke F. Christensen, Lars Mousing Nielsen, Kasper J. Kisum, Rene Antonsen. Gl. trener: Torben Petersen, pom. trener: Morten Kronborg. Na klupi su još bili odgovorna službena osoba momčadi Per Sabroe Thomsen i fizioterapeut Antoni Parecki.[5]
- Rusija: Artem Gruško, Ian Kovaljev, Dmitrij Kantemirov, Nikolaj Emeljanenko, Dmitrij Kornjev, Viktor Babkin, Kirill Kotov, Sergej Lomov, Denis Vasiljev, Dmitrij Kuznjecov, Aleksandr Dereven, Roman Ostaščenko, Dmitrij Šelestjukov, Dmitrij Kiseljev, Aleksej Paveljev. Gl. trener: Aleksandar Pankov, pom. trener: Ilja Juršin. Na klupi su još bili odgovorna službena osoba momčadi Valerij Kočetkov i fizioterapeut Roman Zubov.[6]
- Angola: Edmilson Goncalves, Claudio Lopes, Enio Denilson Sousa, Rome Antonio Hebo, Manuel Nascimento, Henrigues Cassange, Adilson Bruno Maneco, Agosinho Lopes, Edgar Abreu, Otiniel Pascoal, Panzo Antonio Lemba, Declerck Sibo, Inocencio Tamba, Adelino Pestana. Gl. trener: Nobrega Jose Sdre De Frei, pom. trener: Agostinho Nazare.  Na klupi su još bili odgovorna službena osoba momčadi Filipe De C Pinto Da Cruz i fizioterapeut Joao De Andrade Chiloia.[6]
- Francuska: Hugo Descat, Theophile Causse, Enzo Cramoisy, Thomas Tricaud, Jordan Camarero, Obrian Nyateu, Antoine Ferrandier, Theo Derot, Adrien Ballet Kebengue, Remi Desbonnet, Nicolas Boschi, Jeremy Toto, Alexandre Demaille, Benjamin Bataille, Antoine Gutfreund, Jordan Bonilauri. Gl. trener: Jacky Bertholet, pom. trener: Christophe Guegan. Na klupi su još bili odgovorna službena osoba momčadi Johann Delattre i fizioterapeut Jerome Tivan.[7]
- Srbija: Uroš Tomić, Miloš Orbović, Nikola Perović, Đorđe Dekić, Nemanja Vučićević, Stefan Ilić, Mihailo Radovanović, Bogdan Radivojević, Luka Arsenić, Vanja Ilić, Viktor Matičić, Vojislav Brajičić, Darko Todorović, Živan Pešić, Nikola Damnjanović, Mijajlo Arsenić. Gl. trener: Vladimir Dragičević, pom. trener: Mihailo Radosavljević. Na klupi su još bili odgovorna službena osoba momčadi Marko Šešum i fizioterapeut Dušan Vasić.[7]
- Švicarska: Lucas Meister, Luka Maroš, Beau Kagi, Pascal Vernier, Albin Alili, Dominik Rosenberg, Luca Spengler, Marvin Lier, Fabio Baviera, Nikola Portner, Dimitrij Kuttel, Patrick Strebel, Kevin Jud, Sergio Muggli, Stefan Huwyler, Simon Getzmann. Gl. trener: Matthias Gysin, pom. trener: Eric Jacquet. Na klupi su još bili odgovorna službena osoba momčadi Michael Suter i fizioterapeutkinja Tanja Czerwenka.[8]
- Nizozemska: Bart Ravensbergen, Tim Krijntjes, Joris Baart, Peter Lambert, Luc Steins, Tommie Falke, Ivo Steins, Nick De Kuyper, Remco Van Dam, Luuk Hoiting, Samir Benghanem, Sonni De Jonge, Dario Polman, Jorn Smits, Jeroen Van Den Beucken. Gl. trener: Gino Smits, pom. trener: Jeanette Markfoort. Na klupi su još bili odgovorna službena osoba momčadi Joop Fiege i fizioterapeutkinja Rene Van Mulken.[8]
- Njemačka: Felix Storbek, Patrick Zieker, Nils Torbrugge, Julius Kuhn, Matthias Musche, Ramon Tauabo, Alexander Feld, Simon Ernst, Jonas Maier, Patrick Schmidt, Jan Forstbauer, Markus Hansen, Marcel Niemeyer, Tim Dahlhaus, Pascal Durak, Finn Lemke. Gl. trener: Axel Kromer, pom. trener: Volker Broy. Na klupi su još bili odgovorna službena osoba momčadi Markus Bur i fizioterapeut Bernd Gotzenberger.[9]
- Alžir: Abderrahim Mansouri, Hichem Daoud, Abdellah Kimouche, El Hocine Sami Bencheikh, Oussama Amrouche, Abdennour Hammouche, Mohamed Amine Hanitet, Abderraouf Khantache, Oussama Louchene, Hassane Amairi, Islam Fedila, Ismail Boumahdi, Mukhtar Faycal Abbad, Abdenour Kiboua, Khalifa Ghedbane, Hadj Aissani Fethi. Gl. trener: Kamel Mouici, pom. trener: Omar Bouakaz. Na klupi su još bili odgovorna službena osoba momčadi Sofiane Haiouani i fizioterapeut Fares Faid.[9]
- Republika Kongo: Rajou Nkieli, Emery Ngona, Nances Eldora Tchiloemba, Eddy Akouala, Davi Atsa, Feriol Itoua, Jean Marcel Odzala, Clauthere Taty Costodes, Laurel Kodia, Jordach Essie, Yannick Angao, F. G. Mvoukani Clevy, Fiacre Okemba, Armel Wague, Ebata Nige Ekama, Glenn Mobombo Mopiti. Gl. trener: Regis Matongo, pom. trener: Mathias Cyr Mdaca. Na klupi su još bili odgovorna službena osoba momčadi Guy Bertrand Mahoungou i fizioterapeut Siam Diambomba.[10]
- Argentina: Maximiliano Soliani, Martin Amato, Pablo Simonet, Alejo Smalc, Martin Horak, Tomas Schuld, Lautaro Gelosi, Santiago Baronetto, Fabricio Foppiani, Lucas Moscariello, Agustin Sambrana, Federico Mihail, Lucas Morello, Fernando Bono, Bruno Szpigiel. Gl. trener: Hernan Siso, pom. trener: Omar Camel. Na klupi su još bili odgovorna službena osoba momčadi Guillermo Milano i fizioterapeut Carlos Marino.[10]
- Slovenija: Igor Zabič, Nejc Cehte, Blaž Blagotinšek, Borut Mačkovšek, Aljaz Lavrič, Mario Šoštarič, Jan Gorela, Gašper Hrastnik, Dušan Fidel, Aleksander Spende, Jože Baznik, Tilen Kodrin, Rok Zaponšek, Jure Gorenjak, Blaž Sendelbah, Žiga Bradeško. Gl. trener: Klemen Lužar, pom. trener: Rado Pantelič. Na klupi su još bili odgovorna službena osoba momčadi Slavko Ivezič i fizioterapeut Marko Zanoškar.[11]
- Mađarska: Daniel Vaczi, Daniel Nagy, Zoltan Gyorfi, Marton Auth, Ferenc Kovacsics, Aron Lezak, Patrik Schneder, Gabor Pulay, Tibor Balogh, Bence Zdolik, Balazs Szollosi, David Debreczeni, Balazs Nemeth, Tamas Olah, Tamas Koller, Tibor Gerdan. Gl. trener: Zsolt Kopornyik, pom. trener: Zoltan Szekely. Na klupi je još bio odgovorna službena osoba momčadi Janos Gyurka.[11]
- Bosna i Hercegovina: Josip Ćavar, Ivan Milićević, Stefan Janković, Elmir Gradan, Petar Bubalo, Elis Memić, Damir Halilković, Denis Serdarević, Tarik Kasumović, Josip Perić, Nemanja Bezbradica, Dejan Malinović, Ivan Milas, Josip Ereš, Said Ajkunić, Muhamed Zulfić. Gl. trener: Zdenko Grbavac, pom. trener: Goran Marinković. Na klupi su još bili odgovorna službena osoba momčadi Enid Tahirović i fizioterapeut Nemanja Antonić.[12]
- Južna Koreja: Gimin Kim, Kwanjung Jeong, Junhyeong Kim, Seunggwon Oh, Changeun Ku, Minho Ha, Uibeom Pyun, Hyeonsik Lee, Minkwan Jang, Doyeop Hwang, Wonjeong Kim, Hyeonkeun Choi, Jaeseo Lim, Donghyun Jang, Jungbae Kim, Jeonghwa Lee. Gl. trener: Sung Rip Park, pom. trener: Jong Pyo Park. Na klupi su još bili odgovorna službena osoba momčadi Insoo Seo i fizioterapeut Jongyeon Kim.[12]
- Španjolska: Carlos Donderis Vegas, Gonzalo v Porras Perez, Ignacio Plaza Jimenez, Sebastian Kramarz Novinsky, Joan Amigo Boada, Alejandro Costoya Rodriguez, David Chapela Pastoriza, Alberto Molina Martinez, Alex Dujshebaev D., Daniel Arguillas Alvarez, Joseph Reixach Prat, Victor Saez Lozano, Juan Jose Fernandez S., Pablo Cacheda Gonzalez, Adrian Nolasco Macia, Ferran Sole Sala. Gl. trener: Daniel Sanchez Nieves F., pom. trener: Jose Ludena Montenegro. Na klupi su još bili odgovorna službena osoba momčadi Alberto Suarez Fernandez i fizioterapeut Oscar Pena Contreras.[13]
- Egipat: Ali Yahia Said Hamed M., Mostafa Khalil, Amr Adel Abdel Moneim K., Karim Ayman Mohamed A. R., Ahmed Ossama Ibrahim M., Aly Mahmoud Ahmed Agamy, Mostafa Osama Mohamed B., Moustafa Tamer Moustafa S., Karim Ahmed Hamdy Belal, Moamen Mohamed Salama, Aly Hesham Nasr Soliman, Mohamed Ibrahim Ibrahim A., Ahmed Alaa El Din Ahmed, Hesham Adel Anwar Aly, Mohamed Ali Abdel Motelib, Ahmed Moamen Safa El N. Gl. trener: Emadeldin Mohamed Ibrahim A., pom. trener: Mohamed Abdel Rahman Ibrahim. Na klupi su još bili odgovorna službena osoba momčadi Mohamed Hamdy Mohamed Drinky i fizioterapeut Ahmed Akram Yahia Abdel Monsef.[13]
- Švedska: Peter Johannesson, Hampus Andersson, Albin Lagergren, Jonatan Leijonberg, Andreas Berg, Andreas Flodman, Olle Forsell Schefvert, Helge Freiman, Daniel Pettersson, Marcus Holmen, Philip Stenmalm, Robert Mansson, Viktor Ostlund, Josef Pujol, Anton Lindskog, Jacob Nygren. Gl. trener: Magnus Andersson, pom. trener: Heine Rosdahl. Na klupi su još bili odgovorna službena osoba momčadi Jan Karlsson i fizioterapeut Lukas Berglund.[14]
- Kuvajt: Abdullah Algharaballi, Abdullah Alkhamees, Abdullah Heef, Abdulwahab Almuzien, Mohammad Abdulredha, Salem Marzouq, Mishaal Alharbi, Abdulaziz Yaseen, Abdulrahman Albaloul, Abdulaziz Alqatami, Saqer Alfahad, Soud Aldhuwaihi, Yousef Alhaddad, Ali Albohairi, Ali Taher. Gl. trener: Musaed Alrandi, pom. trener: Aymen Cheikh. Na klupi su još bili odgovorna službena osoba momčadi Nabeel Alshehab i fizioterapeut Gerard Paul Magampon.[14]
- Brazil: Lucas Santana, Matheus Dias, Johnny Medina, Diego Lago, Fuvio Volpe, Cleryston Novaes, Fernando Dutra, Jose Toledo, Cleber Andrade, Leonardo Santos, Joao Silva, Arthur Patrianova, Alan Martins, Rodolfo Oliveira, Leonardo Almeida, Roney Franzini. Gl. trener: Helio Justino, pom. trener: Cassio Marques. Na klupi su još bili odgovorna službena osoba momčadi Jordi Ribera i fizioterapeut Gustavo Barbosa.[15]
- Čile: Matias Alberto Lyner, Javier Valenzuela Araneda, Jose Matias Veliz, Rodrigo Andres Medalla, Fabian Narses Flores, Diego Cristian Reyes, Martin Alonso Pizarro, Claudio Wladimir Monsalve, Sebastian Ignacio Ceballos, Esteban Salinas Munoz, Cristian Esteban Moll, Francisco Javier Salazar, Felipe Ignacio Garcia, Diego Fernando Montalva, Ricardo Manuel Montalva V., Carlos Grant Conte. Gl. trener: Lira Mendiguren Claudio, pom. trener: Hidalgo Navarrete Rodolfo. Na klupi je još bila odgovorna službena osoba momčadi Capurro Fernando Luis.[15]

## Turnir

### Skupina A
|    | Reprezentacija | Bod. | Ut. | Pob. | N. | Por. | Pos. | Pri. | RP  |
| -- | -------------- | ---- | --- | ---- | -- | ---- | ---- | ---- | --- |
| 1. | Danska         | 9    | 5   | 4    | 1  | 0    | 148  | 113  | +35 |
| 2. | Srbija         | 7    | 5   | 3    | 1  | 1    | 129  | 120  | +9  |
| 3. | Tunis          | 6    | 5   | 3    | 0  | 2    | 135  | 138  | -3  |
| 4. | Francuska      | 4    | 5   | 2    | 0  | 3    | 139  | 138  | +1  |
| 5. | Rusija         | 4    | 5   | 2    | 0  | 3    | 120  | 129  | -9  |
| 6. | Angola         | 0    | 5   | 0    | 0  | 5    | 105  | 138  | -33 |

Sve utakmice su odigrane u Sportskoj dvorani Borik u Banjoj Luci.

14. srpnja 2013.
|  | Tunis     | 24:34 | Danska |  |
|  | Rusija    | 25:19 | Angola |  |
|  | Francuska | 24:25 | Srbija |  |

15. srpnja 2013.
|  | Angola | 23:26 | Tunis     |  |
|  | Danska | 29:26 | Francuska |  |
|  | Srbija | 24:21 | Rusija    |  |

17. srpnja 2013.
|  | Danska    | 31:18 | Angola |  |
|  | Francuska | 33:28 | Rusija |  |
|  | Tunis     | 29:28 | Srbija |  |

18. srpnja 2013.
|  | Francuska | 28:23 | Angola |  |
|  | Rusija    | 25:23 | Tunis  |  |
|  | Srbija    | 24:24 | Danska |  |

20. srpnja 2013.
|  | Tunis  | 33:28 | Francuska |  |
|  | Rusija | 21:30 | Danska    |  |
|  | Angola | 22:28 | Srbija    |  |

### Skupina B
|    | Reprezentacija | Bod. | Ut. | Pob. | N. | Por. | Pos. | Pri. | RP  |
| -- | -------------- | ---- | --- | ---- | -- | ---- | ---- | ---- | --- |
| 1. | Njemačka       | 10   | 5   | 5    | 0  | 0    | 143  | 117  | +26 |
| 2. | Hrvatska       | 8    | 5   | 4    | 0  | 1    | 128  | 105  | +23 |
| 3. | Nizozemska     | 4    | 5   | 2    | 0  | 3    | 130  | 127  | +3  |
| 4. | Švicarska      | 4    | 5   | 2    | 0  | 3    | 129  | 131  | -2  |
| 5. | Katar          | 4    | 5   | 2    | 0  | 3    | 119  | 124  | -5  |
| 6. | Alžir          | 0    | 5   | 0    | 0  | 5    | 113  | 158  | -45 |

Sve utakmice su odigrane u Gradskoj sportskoj dvorani u Ljubuškome.

14. srpnja 2013.
|  | Švicarska | 25:22 | Nizozemska |  |
|  | Njemačka  | 35:21 | Alžir      |  |
|  | Hrvatska  | 21:19 | Katar      |  |

15. srpnja 2013.
|  | Alžir      | 24:33 | Švicarska |  |
|  | Katar      | 22:27 | Njemačka  |  |
|  | Nizozemska | 23:29 | Hrvatska  |  |

17. srpnja 2013.
|  | Katar    | 19:26 | Nizozemska |  |
|  | Njemačka | 29:24 | Švicarska  |  |
|  | Hrvatska | 30:21 | Alžir      |  |

18. srpnja 2013.
|  | Njemačka  | 30:29 | Nizozemska |  |
|  | Alžir     | 23:30 | Katar      |  |
|  | Švicarska | 20:27 | Hrvatska   |  |

20. srpnja 2013.
|  | Nizozemska | 30:24 | Alžir    |  |
|  | Švicarska  | 27:29 | Katar    |  |
|  | Hrvatska   | 21:22 | Njemačka |  |

### Skupina C
|    | Reprezentacija      | Bod. | Ut. | Pob. | N. | Por. | Pos. | Pri. | RP  |
| -- | ------------------- | ---- | --- | ---- | -- | ---- | ---- | ---- | --- |
| 1. | Slovenija           | 10   | 5   | 5    | 0  | 0    | 168  | 115  | +53 |
| 2. | Bosna i Hercegovina | 7    | 5   | 3    | 1  | 1    | 136  | 121  | +15 |
| 3. | Mađarska            | 6    | 5   | 3    | 0  | 2    | 151  | 129  | +22 |
| 4. | Argentina           | 4    | 5   | 2    | 0  | 3    | 128  | 143  | -15 |
| 5. | Južna Koreja        | 3    | 5   | 1    | 1  | 3    | 132  | 147  | -15 |
| 6. | Republika Kongo     | 0    | 5   | 0    | 0  | 5    | 112  | 172  | -60 |

Sve utakmice su odigrane u Olimpijskoj dvorani Zetra u Sarajevu.

14. srpnja 2013.
|  | Republika Kongo     | 25:35 | Argentina    |  |
|  | Slovenija           | 33:32 | Mađarska     |  |
|  | Bosna i Hercegovina | 26:26 | Južna Koreja |  |

15. srpnja 2013.
|  | Argentina    | 17:31 | Slovenija           |  |
|  | Južna Koreja | 27:24 | Republika Kongo     |  |
|  | Mađarska     | 21:25 | Bosna i Hercegovina |  |

17. srpnja 2013.
|  | Republika Kongo | 19:37 | Mađarska            |  |
|  | Argentina       | 30:29 | Južna Koreja        |  |
|  | Slovenija       | 28:24 | Bosna i Hercegovina |  |

18. srpnja 2013.
|  | Mađarska            | 28:21 | Argentina       |  |
|  | Slovenija           | 34:19 | Južna Koreja    |  |
|  | Bosna i Hercegovina | 31:21 | Republika Kongo |  |

20. srpnja 2013.
|  | Južna Koreja        | 31:33 | Mađarska  |  |
|  | Republika Kongo     | 23:42 | Slovenija |  |
|  | Bosna i Hercegovina | 30:25 | Argentina |  |

### Skupina D
|    | Reprezentacija | Bod. | Ut. | Pob. | N. | Por. | Pos. | Pri. | RP  |
| -- | -------------- | ---- | --- | ---- | -- | ---- | ---- | ---- | --- |
| 1. | Švedska        | 10   | 5   | 5    | 0  | 0    | 172  | 111  | +61 |
| 2. | Španjolska     | 7    | 5   | 3    | 1  | 1    | 158  | 134  | +24 |
| 3. | Egipat         | 7    | 5   | 3    | 1  | 1    | 136  | 128  | +8  |
| 4. | Brazil         | 4    | 5   | 2    | 0  | 3    | 123  | 129  | -6  |
| 5. | Kuvajt         | 2    | 5   | 1    | 0  | 4    | 130  | 154  | -24 |
| 6. | Čile           | 0    | 5   | 0    | 0  | 5    | 104  | 167  | -63 |

Sve utakmice su odigrane u Areni u Zenici.

14. srpnja 2013.
|  | Španjolska | 28:28 | Egipat |  |
|  | Švedska    | 30:20 | Kuvajt |  |
|  | Brazil     | 25:21 | Čile   |  |

15. srpnja 2013.
|  | Egipat | 21:34 | Švedska    |  |
|  | Čile   | 21:38 | Španjolska |  |
|  | Kuvajt | 23:25 | Brazil     |  |

17. srpnja 2013.
|  | Španjolska | 36:27 | Kuvajt |  |
|  | Švedska    | 29:28 | Brazil |  |
|  | Egipat     | 29:15 | Čile   |  |

18. srpnja 2013.
|  | Brazil  | 21:29 | Španjolska |  |
|  | Švedska | 42:15 | Čile       |  |
|  | Kuvajt  | 27:31 | Egipat     |  |

20. srpnja 2013.
|  | Čile       | 32:33 | Kuvajt  |  |
|  | Brazil     | 24:27 | Egipat  |  |
|  | Španjolska | 27:37 | Švedska |  |

### Izbacivanje
|  | Osmina finala       | Osmina finala |            |    | Četvrtfinale | Četvrtfinale |            |            | Polufinale | Polufinale |  |  | Finale | Finale |
|  |                     |               |            |    |              |              |            |            |            |            |  |  |        |        |
|  | 22. srpnja          |               |            |    |              |              |            |            |            |            |  |  |        |        |
|  |                     |               |            |    |              |              |            |            |            |            |  |  |        |        |
|  | Njemačka            | 20            |            |    |              |              |            |            |            |            |  |  |        |        |
|  | Njemačka            | 20            | 24. srpnja |    |              |              |            |            |            |            |  |  |        |        |
|  | Francuska           | 21            |            |    |              |              |            |            |            |            |  |  |        |        |
|  | Francuska           | 21            | Francuska  | 35 |              |              |            |            |            |            |  |  |        |        |
|  | 22. srpnja          |               | Francuska  | 35 |              |              |            |            |            |            |  |  |        |        |
|  |                     | Egipat        | 33         |    |              |              |            |            |            |            |  |  |        |        |
|  | Egipat              | Egipat        | 33         | 28 |              |              |            |            |            |            |  |  |        |        |
|  | Egipat              |               | 26. srpnja | 28 |              |              |            |            |            |            |  |  |        |        |
|  | Bosna i Hercegovina | 25            |            |    |              |              |            |            |            |            |  |  |        |        |
|  | Bosna i Hercegovina | 25            | Francuska  | 24 |              |              |            |            |            |            |  |  |        |        |
|  | 22. srpnja          |               | Francuska  | 24 |              |              |            |            |            |            |  |  |        |        |
|  |                     | Švedska       | 29         |    |              |              |            |            |            |            |  |  |        |        |
|  | Nizozemska          | Švedska       | 29         | 26 |              |              |            |            |            |            |  |  |        |        |
|  | Nizozemska          | 24. srpnja    |            | 26 |              |              |            |            |            |            |  |  |        |        |
|  | Srbija              | 25            |            |    |              |              |            |            |            |            |  |  |        |        |
|  | Srbija              | 25            | Nizozemska | 25 |              |              |            |            |            |            |  |  |        |        |
|  | 22. srpnja          |               | Nizozemska | 25 |              |              |            |            |            |            |  |  |        |        |
|  |                     | Švedska       | 30         |    |              |              |            |            |            |            |  |  |        |        |
|  | Švedska             | Švedska       | 30         | 36 |              |              |            |            |            |            |  |  |        |        |
|  | Švedska             |               | 28. srpnja | 36 |              |              |            |            |            |            |  |  |        |        |
|  | Argentina           | 21            |            |    |              |              |            |            |            |            |  |  |        |        |
|  | Argentina           | 21            | Švedska    | 28 |              |              |            |            |            |            |  |  |        |        |
|  | 22. srpnja          |               | Švedska    | 28 |              |              |            |            |            |            |  |  |        |        |
|  |                     | Španjolska    | 23         |    |              |              |            |            |            |            |  |  |        |        |
|  | Mađarska            | Španjolska    | 23         | 28 |              |              |            |            |            |            |  |  |        |        |
|  | Mađarska            | 24. srpnja    |            | 28 |              |              |            |            |            |            |  |  |        |        |
|  | Španjolska          | 38            |            |    |              |              |            |            |            |            |  |  |        |        |
|  | Španjolska          | 38            | Španjolska | 26 |              |              |            |            |            |            |  |  |        |        |
|  | 22. srpnja          |               | Španjolska | 26 |              |              |            |            |            |            |  |  |        |        |
|  |                     | Švicarska     | 22         |    |              |              |            |            |            |            |  |  |        |        |
|  | Danska              | Švicarska     | 22         | 26 |              |              |            |            |            |            |  |  |        |        |
|  | Danska              |               | 26. srpnja | 26 |              |              |            |            |            |            |  |  |        |        |
|  | Švicarska           | 29            |            |    |              |              |            |            |            |            |  |  |        |        |
|  | Švicarska           | 29            | Španjolska | 36 |              |              |            |            |            |            |  |  |        |        |
|  | 22. srpnja          |               | Španjolska | 36 |              |              |            |            |            |            |  |  |        |        |
|  |                     | Hrvatska      | 35         |    | Za 3. mjesto | Za 3. mjesto |            |            |            |            |  |  |        |        |
|  | Tunis               | Hrvatska      | 35         | 17 | Za 3. mjesto | Za 3. mjesto |            |            |            |            |  |  |        |        |
|  | Tunis               | 24. srpnja    | 24. srpnja | 17 |              |              | 28. srpnja | 28. srpnja |            |            |  |  |        |        |
|  | Hrvatska            | 24. srpnja    | 24. srpnja | 29 |              |              | 28. srpnja | 28. srpnja |            |            |  |  |        |        |
|  | Hrvatska            | Hrvatska      | 23         | 29 | Francuska    | 32           |            |            |            |            |  |  |        |        |
|  | 22. srpnja          | Hrvatska      | 23         |    | Francuska    | 32           |            |            |            |            |  |  |        |        |
|  |                     | Brazil        | 21         |    | Hrvatska     | 27           |            |            |            |            |  |  |        |        |
|  | Slovenija           | Brazil        | 21         | 20 | Hrvatska     | 27           |            |            |            |            |  |  |        |        |
|  | Slovenija           |               |            | 20 |              |              |            |            |            |            |  |  |        |        |
|  | Brazil              | 25            |            |    |              |              |            |            |            |            |  |  |        |        |
|  | Brazil              | 25            |            |    |              |              |            |            |            |            |  |  |        |        |

## Utakmice na ispadanje i za plasman
28. srpnja 2013.
Olimpijska dvorana, Sarajevo 14:00. Susret br. 99. Gledatelja 1200. Suci: Kursad Erdogan (Turska), Ibrahim Ozdeniz (Turska). T.D.: Felix Ratz (Švicarska) i Zoran Stanojević (Srbija). IHF-ova službena osoba: Mario Garcia De la Torre (Meksiko).
| Hrvatska | 27:32 (11:15) | Francuska |

Zapisnik Kretanje rezultata Brojčane statistike Slikovne statistike

## Poredak
| Mj. | Reprezentacija      |
| --- | ------------------- |
|     | Švedska             |
|     | Španjolska          |
|     | Francuska           |
| 4   | Hrvatska            |
| 5   | Nizozemska          |
| 6   | Brazil              |
| 7   | Švicarska           |
| 8   | Egipat              |
| 9   | Slovenija           |
| 10  | Srbija              |
| 11  | Njemačka            |
| 12  | Mađarska            |
| 13  | Danska              |
| 14  | Bosna i Hercegovina |
| 15  | Tunis               |
| 16  | Argentina           |
| 17  | Rusija              |
| 18  | Južna Koreja        |
| 19  | Katar               |
| 20  | Kuvajt              |
| 21  | Angola              |
| 22  | Republika Kongo     |
| 23  | Čile                |
| 24  | Alžir               |

## Najbolja momčad
- vratar:  Švedska Peter Johannesson
- lijevo krilo:  Švedska Andreas Berg
- lijevi vanjski:  Francuska Quentin Minel
- kružni:  Španjolska Gonzalo Porras Peréz
- srednji vanjski:  Španjolska Pablo Cacheda Gonzales
- desni vanjski:  Španjolska Alex Dujshebaev
- desno krilo:  Hrvatska Ante Tokić

## Vanjske poveznice
- Službene stranice Prvenstva  Arhivirana inačica izvorne stranice od 13. lipnja 2013. (Wayback Machine)
- Službene stranice Prvenstva na ihf.info